# Ceann Trá
Ceann Trá (Engels: Ventry) is een plaats in het Ierse graafschap Kerry. De plaats maakt deel uit van de Gaeltacht.